# UFC on ESPN: Munhoz vs. Edgar
UFC on ESPN: Munhoz vs. Edgar (även UFC on ESPN 15) var en MMA-gala anordnad av UFC som ägde rum 22 augusti 2020 i UFC APEX i Las Vegas, Nevada.

## Bakgrund
Huvudmatchen var en bantamviktsmatch mellan Pedro Munhoz och före detta lättviktsmästaren Frankie Edgar.

## Ändringar
Ursprungligen var en match i weltervikt mellan före detta welterviktsmästaren Tyron Woodley och Colby Covington tänkt att stå som huvudmatch, men Woodley lät meddela 16 juli 2020 att på grund av skador han ådragit sig i sin förra match skulle han inte hinna läka och samtidigt träna till fullo inför en match och vara redo i augusti.
mmafighting.com rapporterade 11 augusti att Dana White meddelat vid slutet av andra veckan av DWCS fjärde säsong att Impa Kasanganay skulle debutera i UFC bara elva dagar efter att han kontrakterats. Han skulle få möta Maki Pitolo som även han har en bakgrund i DWCS-programmet. Den 17 augusti meddelades det dock att matchen flyttats till nästa veckas kort, UFC Fight Night: Smith vs. Rakić, av ospecificerade anledningar.
Mark Striegl var tänkt att göra sin UFC-debut mot Timur Valiev, men ströks från kortet då han 20 augusti testade positivt för Covid-19. Han ersattes av en annan UFC-debutant, Guamamerikanen Trevin Jones som kommer möta Valiev i catchvikten 140 lb/63,5 kg.
Den delade huvudmatchen mellan Ovince Saint Preux och Alonzo Menifield ströks sent på matchdagen på grund av ett positivt Covid-19-test från Ovince Saint Preux.

### Invägning
Vid invägningen strömmad via Youtube vägde utövarna följande:

## Resultat
1. ↑   140 lb/63,5 kg

## Bonusar
Följande MMA-utövare fick bonusar om 50 000 USD vardera:
- Fight of the Night: Frankie Edgar vs. Pedro Munhoz
- Performance of the Night: Shana Dobson och Trevin Jones